# Western Sydney Wanderers Football Club (femenino)
El Western Sydney Wanderers Football Club es un club de fútbol femenino australiano con sede en Sídney, Nueva Gales del Sur. Es la sección femenina del Western Sydney Wanderers de la A-League masculina. Fue fundado en 2012 y juega en la A-League Women, máxima categoría del fútbol femenino en Australia. Juega como local en el Marconi Stadium, con una capacidad para 9.000 espectadores.

## Temporadas
| Temporada | Posición | Eliminatorias |
| --------- | -------- | ------------- |
| 2012-13   | 6.º      | -             |
| 2013-14   | 7.º      | -             |
| 2014      | 8.º      | -             |
| 2015-16   | 7.º      | -             |
| 2016-17   | 8.º      | -             |
| 2017-18   | 8.º      | -             |
| 2018-19   | 9.º      | -             |
| 2019-20   | 4.º      | Semifinales   |
| 2020-21   | 6.º      | -             |
| 2021-22   | 9.º      | -             |
| 2022-23   | 7.º      | -             |